# Kim Tschang-yeul
Kim Tschang-Yeul (també conegut com Kim Tchangyeul o Tschangyeul Kim) (24 de desembre de 1929 - 5 de gener de 2021) fou un pintor sud-coreà.

## Biografia
Va formar part de la primera generació d'artistes moderns de Corea del Sud. Va ser un pintor prolífic, conegut per les seves pintures de 'gotes d'aigua' i ha estat una de les figures més influents en la història de l'art modern a Corea. Tot i que va començar com a part del moviment informalista a Corea del Sud, va viure la major part de la seva vida adulta a París, on va desenvolupar el seu propi estil de pintura únic.
Després de graduar-se a la Facultat de Belles arts de la Universitat Nacional de Seül el 1950 va dirigir el moviment de l'informalisme artístic coreà amb altres pintors com Park Seo-Bo, Suh Se-Ok, Ha Chong-Hyun i Chung Chang-Sup en les dècades de 1950 i 1960. Aquest moviment va inspirar en gran manera a molts artistes d'avantguarda de la pròxima generació, mentre rebutjava els valors conservadors que els imposaven les institucions coreanes.
Poc després de la seva participació en la Biennal de París de 1961 i a la Biennal de São Paulo de 1965, Kim es va establir a la ciutat de Nova York, després de rebre una beca de la Fundació Rockefeller. Va estudiar en la Art Students League de Nova York de 1966 a 1968. La ciutat li va permetre interactuar i inspirar-se en el moviment de l'art pop, que va marcar una influència significativa per a ell.
Va desenvolupar el seu art fora de l'escena artística de Seül i Tòquio, desenvolupant el seu estil únic en paral·lel al moviment Dansaekhwa. El 1969 es va establir de nou a París, on va continuar representant formes líquides abstractes opaques.
Amb el temps, les formes abstractes líquides es van transformar en 'gotes d'aigua' esfèriques, transparents, "hiperrealistes", que s'han convertit en el seu estil distintiu i característic des de mitjans de 1970. Les gotes d'aigua han estat el focus de Kim durant les últimes cinc dècades. Ha perseguit la pintura de gotes d'aigua entre Seül i París on vivia i treballava.
El 2016, el govern de la província de Jeju va inaugurar el Museu d'Art Kim Tschang Yeul a l'illa de Jeju, Corea del Sud, el més alt honor atorgat a un artista coreà viu.
El 2017, va ser guardonat amb la medalla Officier de la Ordre des Arts et des Lettres atorgada per l'Ambaixada de França a Seül.
Va ser el pare de l'artista visual i músic Oan Kim.